# ...куди янголи бояться і ступити
"... Куди янголи бояться ступити…"  ( "Where Angels Fear to Tread" ) — науково-фантастична повість американського письменника Аллена Стіла, опублікованого 1997 року. Сюжет твору, зосереджений на темі першого контакту, повість отримала різні нагороди, зокрема премію «Г’юго» та премію журнала «Локус». 

## Історія видання
Повість була вперше опублікована в 1997 році в  США, у подвійному номері журналу «Азімовз сайнс фікшн» (англ. «Asimov's Science Fiction»). 
Твір отримав 1998 року премію «Г’юго»  за найкращу повість, премію «Локус»  за найкращу повість, а також премії читачів журналів «Азімов'з» та «Сайнс фікшн кронікл».
Історія спочатку була задумана як другий розділ роману «Час любить героя», зосереджена на подорож у часі, натхненням якого Аллен був у середній школі та завдяки урокам фізики, які він відвідував у школі. університет. Необхідність провести дослідження в Німеччині для завершення роботи змусила Аллена, який не міг організувати поїздку, призупинити написання роману. Однак, вважаючи другу главу твору непоганою роботою, вона була запропонована автором видавництву Dell, яке опублікувало її в журналі «Наукова фантастика Азімова». Згодом Аллен зміг завершити роман, у якому він знову знайшов місце і для повісті «...Куди янголи бояться ступати», відповідним чином розвинену та розширену у другому розділі; потім книга була опублікована в 2001 році під назвою «Хронопростір» і перевидана у 2015 році під оригінальною назвою «Час полюбляє героя». 

## Стислий сюжет
|  | Ми перебуваємо в альтернативній лінії світу ... Альтернативній лінії світу, яку ми мимоволі створили. І коли ми спробували повернутися до нашого майбутнього з 1937 року, ми опинилися в розломі в хронопросторі... дивергентній кривій у замкнутому часове коло. Нам уже пощастило, що нас не знищили повністю. Натомість ми були завантажені тут ... » « У паралельному всесвіті. |

Френк Лу та Лі Ошнер прибули з майбутнього, а саме з 2314 року. Вони вирушили на «Ґінденбурзі» під вигаданими іменами, щоб з’ясувати причини відомої катастрофи; насправді це 6 травня 1937 року, і незабаром після цього Цеппелін буде знищено пожежею. Двоє мандрівників у часі дуже обережні, щоб не вживати дій, які можуть змінити історію, однак, коли вони прибувають на військово-повітряну базу Лейкгерст, очікувана катастрофа відбувається з достатньою затримкою, щоб врятувати життя всіх пасажирів і екіпажу, відмінне від того, що відбувалося історично. Френк і Леа відчувають, що вони зіграли роль у зміні подій, і, перемістившись на борт часольоту «Оберон», космічного корабля, здатного подорожувати в часі та просторі, вони реконструюють останні події. Під час одного з візитів дирижабля вони натрапили на бомбардувальника Еріка Шпеля, який збирався встановити бомбу, яка мала вибухнути саме в момент стикування. Випадкова зустріч чоловіка з Леа Ошнер викликала такі муки сумління, що переконали його відкласти тригер вибухівки на кілька годин.
Василь Мец, командир корабля часу, хоче негайно відправитися у 24 століття, незважаючи на те, що Френк і Леа хочуть почекати, щоб краще зрозуміти, які зміни в майбутньому може спричинити часовий парадокс. Як і боялися Френк і Леа, на зворотному шляху '' 'Оберон' 'зазнає аварії, потрапивши в несподівану розлом в простір-час і впавши на Землю. Під час падіння космічний корабель перехоплюють два американські винищувачі-перехоплювачі і вражають його ракетою «повітря-повітря». Космічний корабель повідомляє про кілька невдач, але йому вдається приземлитися в озері Сентр-Гілл, штат Теннессі. Під час аварії один із членів екіпажу гине, і Френк, чекаючи вирішення проблеми, вирішує залишити корабель, щоб дізнатися рік, у якому вони закінчилися, важливу інформацію для перенесення відправлення. екіпаж, по суті, не знає про те, що зазнав аварії в Сполучених Штатах у 1998 році, в інший час, де НАСА більше не існує, а наука була перевершена за довірою псевдонаукою. 
Зак Мерфі — молодий чоловік фізик, який знайшов роботу в урядовій агенції «Офіс паранормальних наук». Під час вечора в пабі з колегами він має можливість обговорити з ними можливість подорожі в часі та наслідки будь-якого  парадокси часу. Наступного дня, як тільки він прокидається, з ним зв'язується директор Офісу, який повідомляє йому, що ймовірне НЛО розбився в Теннессі і що американські військові ізолюють район інциденту. На місце події відправляють Зака разом з іншим «експертом» з Бюро паранормальних наук, екстрасенсом Мередіт Синтією Луною, а також деякими співробітниками Секретної служби та ФБР. Опинившись на місці аварії, космічний корабель, навіть якщо він  невидимий завдяки передовій технології, також вистежується. Військові починають планувати пробити отвір у корпусі, щоб проникнути в невидимий корабель, вважаючи, що це транспортний засіб позаземний, як стверджує екстрасенс, тоді як Зак вирушає на прогулянку. Недалеко від табору Зак зустрічає чоловіка, який розмовляє по телефону-автомату, і, спантеличений, слухає його, як він запитує в інформаційної служби дату та рік, коли він перебуває. Заінтригований, фізик обмінюється кількома словами з незнайомцем, який, лише тоді усвідомивши його присутність, сором’язливо зникає. Зак дістає решту з телефону та розуміє, що повернуті монети датуються  1930-ми роками, і, повертаючись до припущень про подорожі в часі, якими обмінювався з колегами, біжить за незнайомцем, щоб приєднатися до нього. Загнаний у кут нагальними запитаннями Зака, який відчуває, що чоловік може бути пасажиром невидимого транспортного засобу та мандрівником у часі, він б’є його, тікаючи, без потреби смикаючи його тілом. Цей чоловік не хто інший, як Френк, і йому вдається повернутися на корабель з інформацією, необхідною для перенесення відльоту. Мандрівники відчувають, що зміни в подіях, які відбулися через них у 1937 році, могли змінити майбутнє, але вони знову вирушають у 24 століття, не впевнені, чи знайдуть його таким, яким вони залишили його. 
Зак оговтується після нападу і повертається в табір, де він дізнається про зліт «НЛО». Його гіпотезу про походження космічного корабля підтверджує аркуш паперу, вирваний із кишені загадкової людини під час боротьби: оригінальний список пасажирів «Ґінденбурґа».

## Персонажі
Зак Мерфіодружений, має одного сина. Має диплом фізика. Він працює в Бюро паранормальних наук, урядовій агенції США. Його відправляють на озеро Сентр Гілл, щоб розслідувати затоплення передбачуваного НЛО.
Гаррі Куміскіколега Зака в Бюро паранормальних наук.
Кент Морріс: ще один колега Зака з відділу паранормальних наук.
Роджер Ордманндиректор Управління паранормальних наук.
Френк Лумандрівник у часі з двадцять четвертого століття. Він сів на дирижабль «Ґінденбурґ», щоб задокументувати катастрофу та з’ясувати причину.
Леа Ошнервона також мандрівниця в часі, яка вирушила на «Гінденбург» разом із Франком Лу.
Василь Мец: командир «temponave» «Оберон», космічного корабля зі здатністю подорожувати в часі та просторі.
Том Гоффманмандрівник у часі, якому доручено  ексфільтрацію Франка Лу та Леа Ошнер невдовзі після катастрофи на «Ґінденбур»зі, доставляючи їх у безпечне місце на борту '' 'Oberon' '. Він загине відразу після відходу корабля внаслідок нещасного випадку.
Ерік Шпелбомбардувальник «Ґінденбурґа»: він вирішує відкласти час вибуху бомби, яку він встановив на борту дирижабля, після зустрічі з Леа, таким чином врятувавши всіх пасажирів. Зміна подій змушує мандрівників у часі зазнати корабельної аварії в альтернативному майбутньому.
Берд Огілвіполковник розвідки армії США. Керуйте розслідуванням НЛО, яке впало в озеро Сентр Гілл.
Рей Санчес: агент ФБР, офіцер зв’язку з місцевою поліцією в центрі Гілл Лейк.
Скотт Кроуфорд: Армія США лейтенант розвідки.
Мередіт Синтія Лунаекстрасенс, яка разом із Заком Мерфі відповідає за розслідування затоплення НЛО. Він працює у відділі екстрасенсорного сприйняття Управління паранормальних наук.